# Kooperative Gesamtschule Schneverdingen

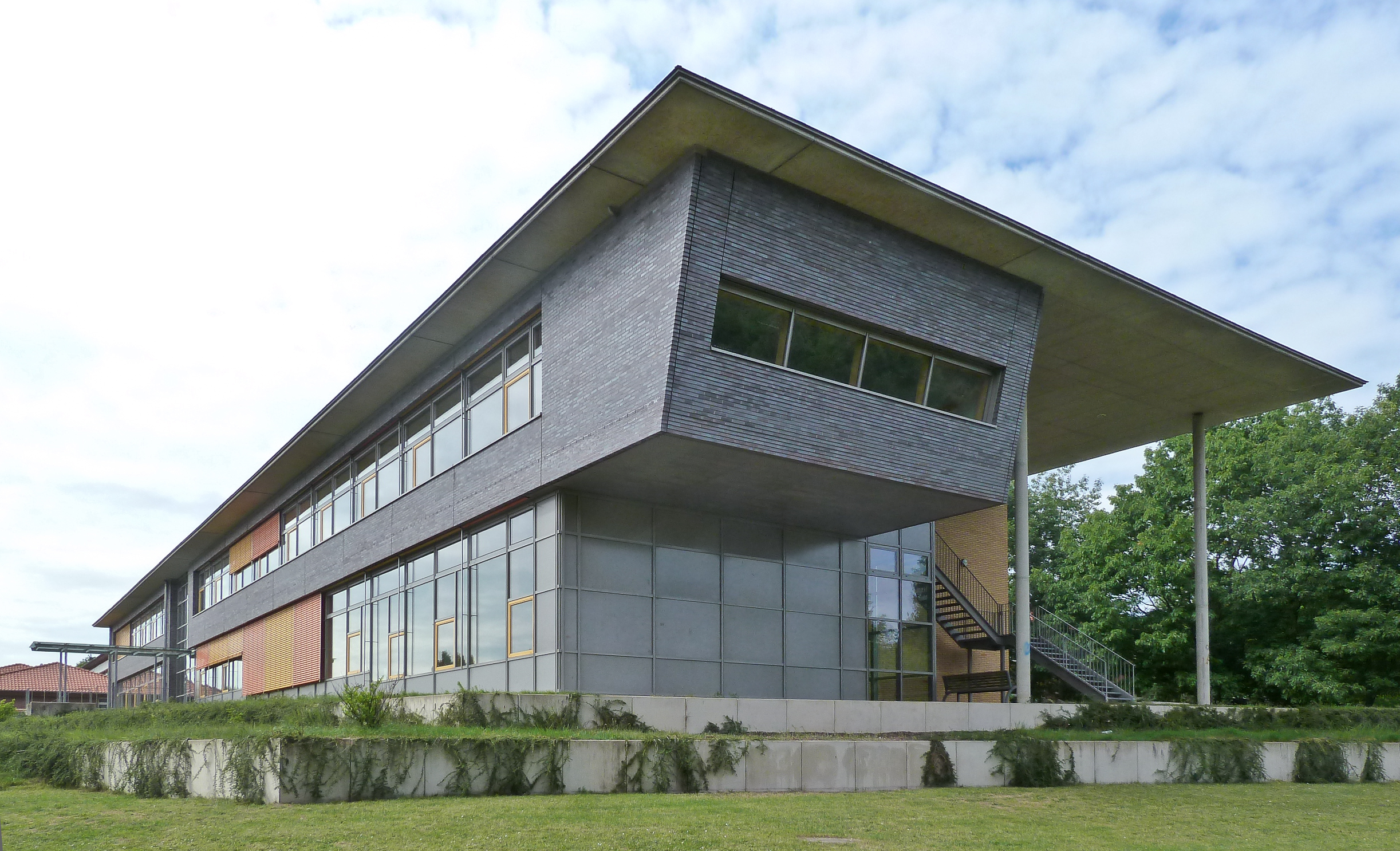
Hauptgebäude (Südostansicht)

Die Kooperative Gesamtschule Schneverdingen, auch KGS Schneverdingen, ist eine Kooperative Gesamtschule in der niedersächsischen Stadt Schneverdingen. Sie wurde 1976 gegründet und ist heute die einzige weiterführende Schule in dem mitten in der Lüneburger Heide liegenden Fremdenverkehrsort Schneverdingen, der zum Landkreis Heidekreis sowie auch zur Metropolregion Hamburg gehört. Schulträger ist der Landkreis.
Die drei Schulzweige der KGS Schneverdingen umfassen Hauptschule, Realschule sowie Gymnasium mit zum Abitur führender Oberstufe. Von Montag bis Mittwoch gibt es ein offenes Ganztagsangebot. Mit etwa 1600 Schülern und 135 Lehrkräften (Schuljahr 2011/12) ist sie eine der größten allgemeinbildenden Schulen in Niedersachsen. Das von der Schule 2011 gestartete Projekt JOBwärts zur Vermittlung von Hauptschulabgängern in eine Berufsausbildung gilt als „deutschlandweit einmalige[s] Schulprojekt“ und findet auch überregional Beachtung.

## Geschichte

### Gründung
Da nach dem Zweiten Weltkrieg die Bevölkerung von Schneverdingen schnell wuchs, wollte die Gemeinde 1966 ihr Schulangebot erweitern und fragte beim damaligen niedersächsischen Kultusminister Richard Langeheine sowie beim damaligen niedersächsischen Justizminister Gustav Bosselmann an, ob man in Schneverdingen ein Gymnasium errichten könne. Zwar wurde der Bitte nicht entsprochen, aber Ende 1968 wurde der Stadt eine kooperative Gesamtschule (KGS) als Schulversuch angeboten.
Am 10. Oktober 1973 beschloss der Rat der Gemeinde Schneverdingen, eine KGS nach dem so genannten „Modell B“ mit Orientierungsstufe und Gymnasium zu beantragen. Im Dezember 1973 konstituierte sich eine Initiativgruppe für die Errichtung einer KGS in Schneverdingen unter der Leitung des Realschulkonrektors Oskar Eckert. Im April 1974 wurde dann entschieden, dass eine KGS als Angebotsschule in Schneverdingen vorzusehen sei. Anfänglichen Vorbehalten gegen die neue Schulform wurde mit intensiven Informationsveranstaltungen im Jahr 1974 begegnet. Bei einer von der Landesregierung verlangten Abstimmung stimmten 80 % der betroffenen Eltern und 63 % der Lehrer der kooperativen Gesamtschule zu.
Im Februar 1976 konstituierte sich die Planungsgruppe unter dem Vorsitz von Oskar Eckert und dessen Stellvertreter Günter Maltz. Schließlich wurde mit Erlass vom 16. Juli 1976 die Einrichtung einer kooperativen Gesamtschule in Schneverdingen genehmigt, die dann die schon errichtete Orientierungsstufe übernahm und sich ab 1. August 1976 von der 7. Jahrgangsstufe bis zur 10. Jahrgangsstufe entwickelte. Mit Wirkung vom 1. Januar 1976 übernahm der damalige Landkreis Soltau-Fallingbostel (seit 2011 Heidekreis) die Schulträgerschaft. Die erste Gesamtkonferenz der KGS Schneverdingen fand am 29. November 1976 statt.

### Erweiterung um eine gymnasiale Oberstufe
Im Januar 1992 gründete sich eine Elterninitiative zur Einführung einer Sekundarstufe II an der KGS Schneverdingen, deren Vorsitz Irmela Schubert innehatte. Im März 1992 beantragte die Schulleitung bei der Bezirksregierung in Lüneburg die Einrichtung einer gymnasialen Oberstufe. Im Dezember 1993 stimmte der Kreisschulausschuss diesem Antrag zu, der dann jedoch im Januar 1994 im Kreisausschuss abgelehnt wurde. Nach weiteren Diskussionen wurde schließlich im April 1994 mit den Stimmen der SPD, FDP und der Grünen dem Antrag stattgegeben.
Nach Umbauten konnte ab 1. September 1994 der erste 11. Jahrgang mit 35 Schülern beschult werden.

### Schulleiter
Der erste Schulleiter war Oskar Eckert, der die Gründungsphase aktiv begleitet hatte. Ihm folgten Günter Nielebock, Waldemar Lück und Wolfgang Winter. Wolfgang Winter ging im Juni 2013 in den Ruhestand, sein Nachfolger wurde zum 1. August 2013 der vormalige Hauptschulzweigleiter Mani Taghi-Khani.

## Architektur und Gebäude
1972 wurde auf dem heutigen Schulgelände in einem ersten Bauabschnitt ein Schulgebäude für die damalige Schulform der Orientierungsstufe errichtet. 1973 wurde der in einem zweiten Bauabschnitt erstellte Erweiterungsbau für die Hauptschule bezogen. Der Bau wird heute als Nebengebäude bezeichnet.
Als dritter Bauabschnitt kam 1976 das heutige Hauptgebäude hinzu; es wurde nach den Plänen des Schneverdinger Architekturbüros Carsten Rieke Architekten, in der Nähe der Grundschule am Osterwald und des Osterwald-Stadions als Schulgebäude für die neu gegründete Gesamtschule errichtet. Der Baukörper erhielt in den nachfolgenden Jahrzehnten mehrere Anbauten und stellt zusammen mit diesen den Großteil des heutigen Hauptgebäudes der Schule dar.
1977 wurde die von den Soltauer Architekten Hornbogen und Krampitz entworfene Großturnhalle eingeweiht. Die Baukosten betrugen 2,4 Mio. DM.
1986 mussten die Mauern und Dächer der Bauabschnitte I und II saniert werden. Bei der Sanierung wurde das Gebäude durch ein Forum und eine Lehrküche ergänzt. Zusätzlich konnten die Funktionsräume ausgestattet werden.
2003–2004 erfolgten eine Erweiterung und ein Umbau der Schule. Dabei wurde in Anlehnung an die vorhandene Gebäudestruktur ein zweigeschossiger Erweiterungsbau als Verbindungsflügel zwischen der Realschule und dem Gymnasium erstellt und die einzelnen Baukörper so zum heutigen Hauptgebäude der Schule zusammengefasst. Die dabei hinzugekommenen Unterrichts-, Fachunterrichts- und Sammlungsräume sind durch Glasverbindungsgänge im EG und OG erschlossen. Die Baukosten lagen bei etwa 3,0 Mio. Euro, Bauherr war der Landkreis Soltau-Fallingbostel und die Architektenleistungen wurden vom Soltauer Architekturbüro Krampitz Architekten erbracht.
Aufgrund der steigenden Zahl der Ganztagsschüler und Teilnehmer am Schulessen wurde 2008 nach den Plänen des Schneverdinger Architekturbüros Hans-Jürgen Schmidt neben dem Schulgebäude eine Mensa errichtet. Das eingeschossige und mit einem Pultdach versehene „Ganztagsgebäude“ enthält außer der Mensa eine als Selbstlernzentrum ausgebildete Schulbibliothek mit Medienbereich, einen Multifunktionsraum, Büros für die Sozialpädagogen der Schule und sanitäre Anlagen. Die Kosten für Bau und Ausstattung betrugen insgesamt etwa 1,75 Mio. Euro; Bauherr war wiederum der Landkreis, wobei Stadt und Land sich an den Kosten beteiligten.
2009 wurde der Schulhof des Nebengebäudes naturnah umgestaltet.
Die Unterrichtsräume der KGS Schneverdingen befinden sich heute im Hauptgebäude sowie in einem Nebengebäude, in dem der fünfte und sechste Jahrgang unterrichtet wird. Die übrigen Jahrgänge werden im Hauptgebäude unterrichtet. Zusätzlich werden die Sporthalle an der Harburger Straße und das Osterwaldstadion genutzt.

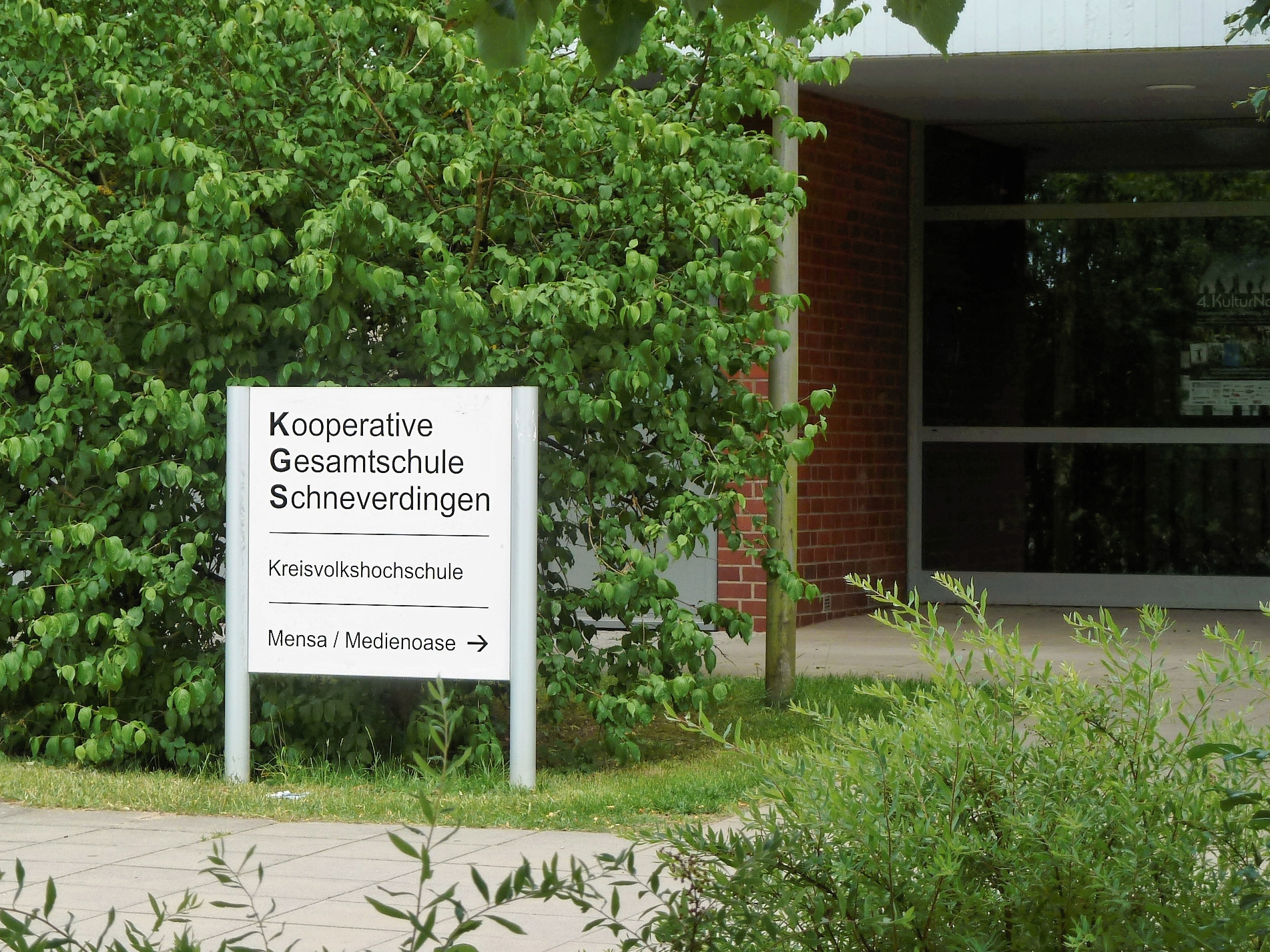
Hinweisschild beim Hauptgebäude
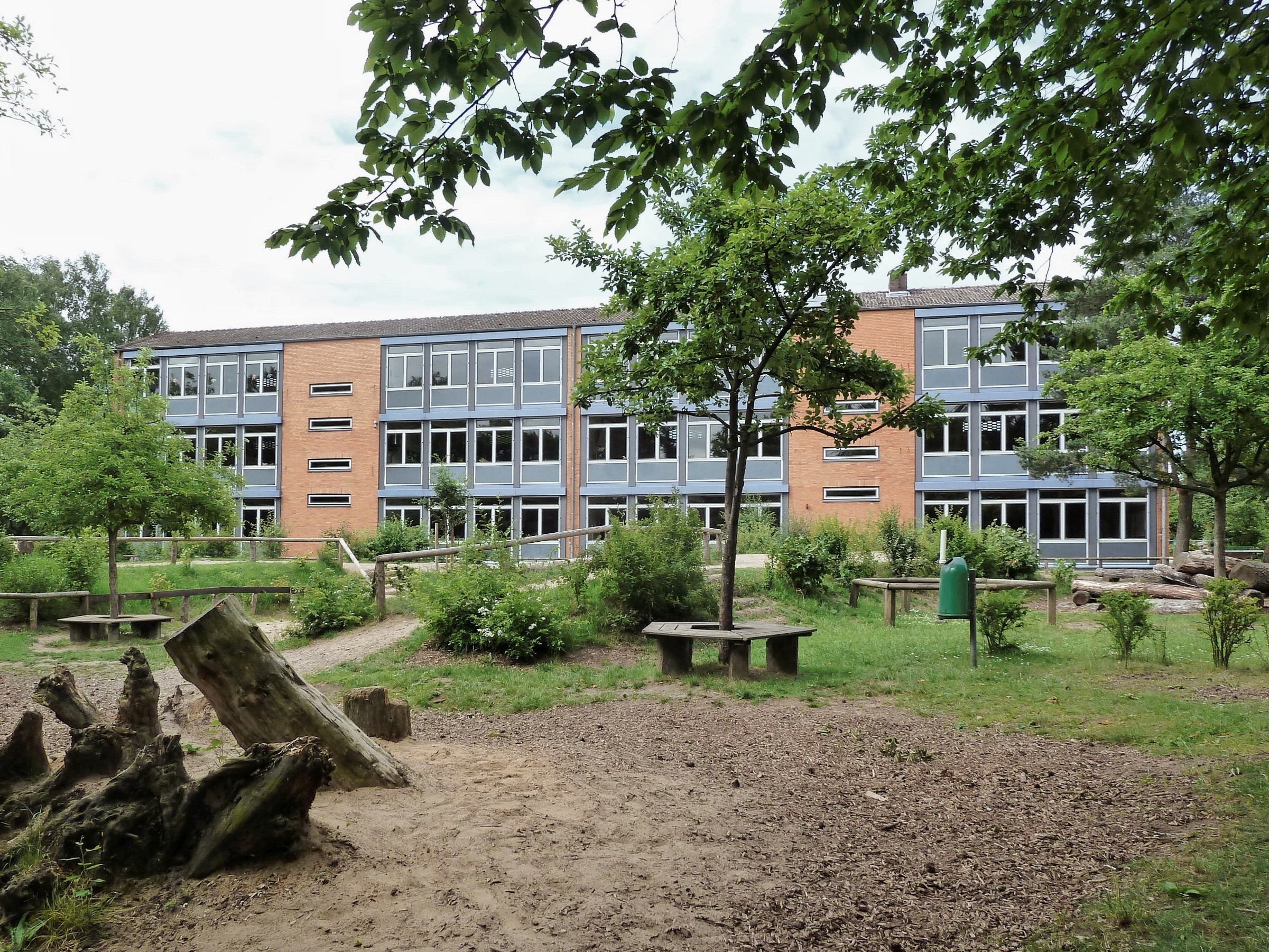
Nebengebäude (Südansicht)
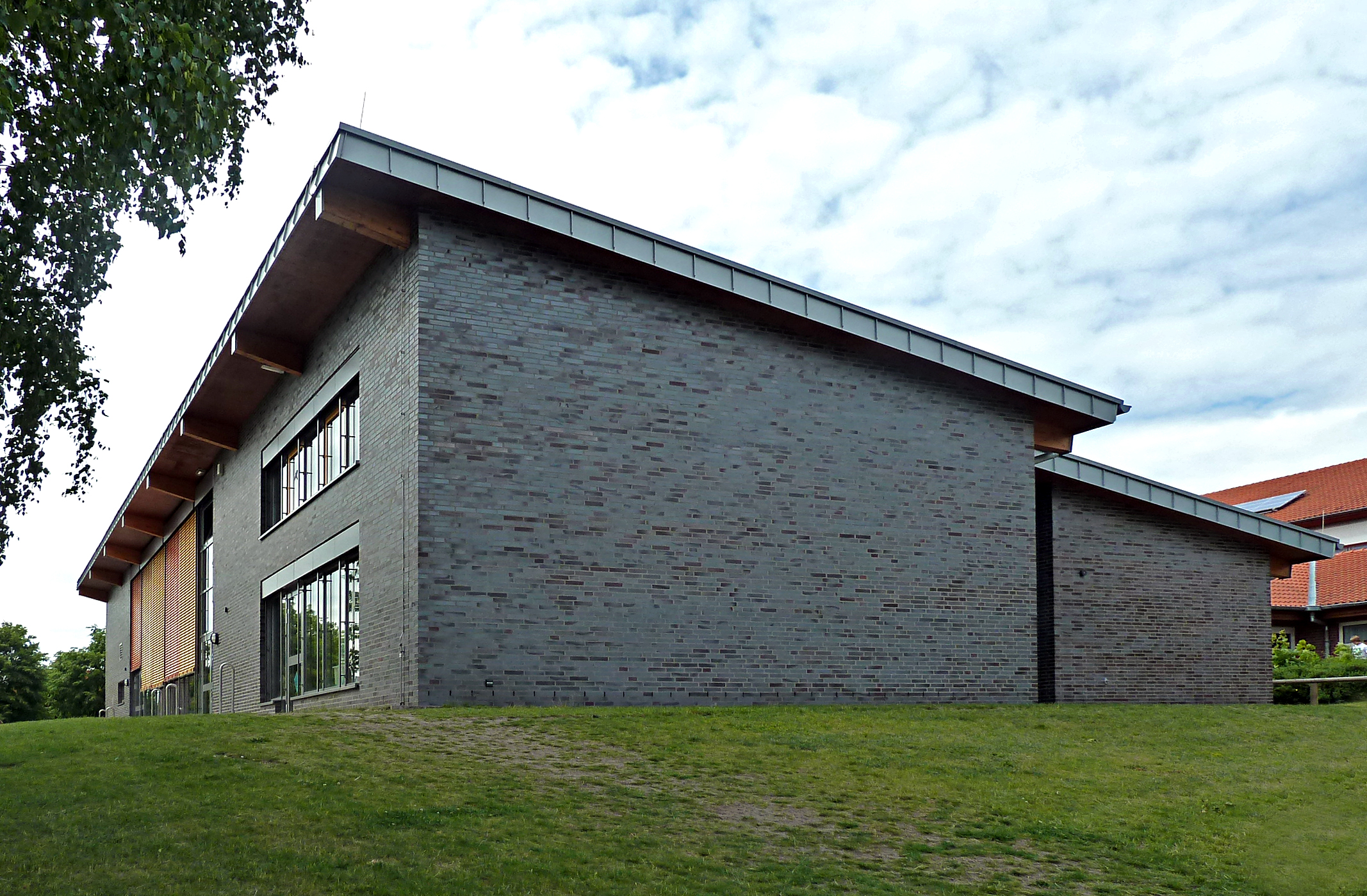
Ganztagsgebäude (Ostansicht)
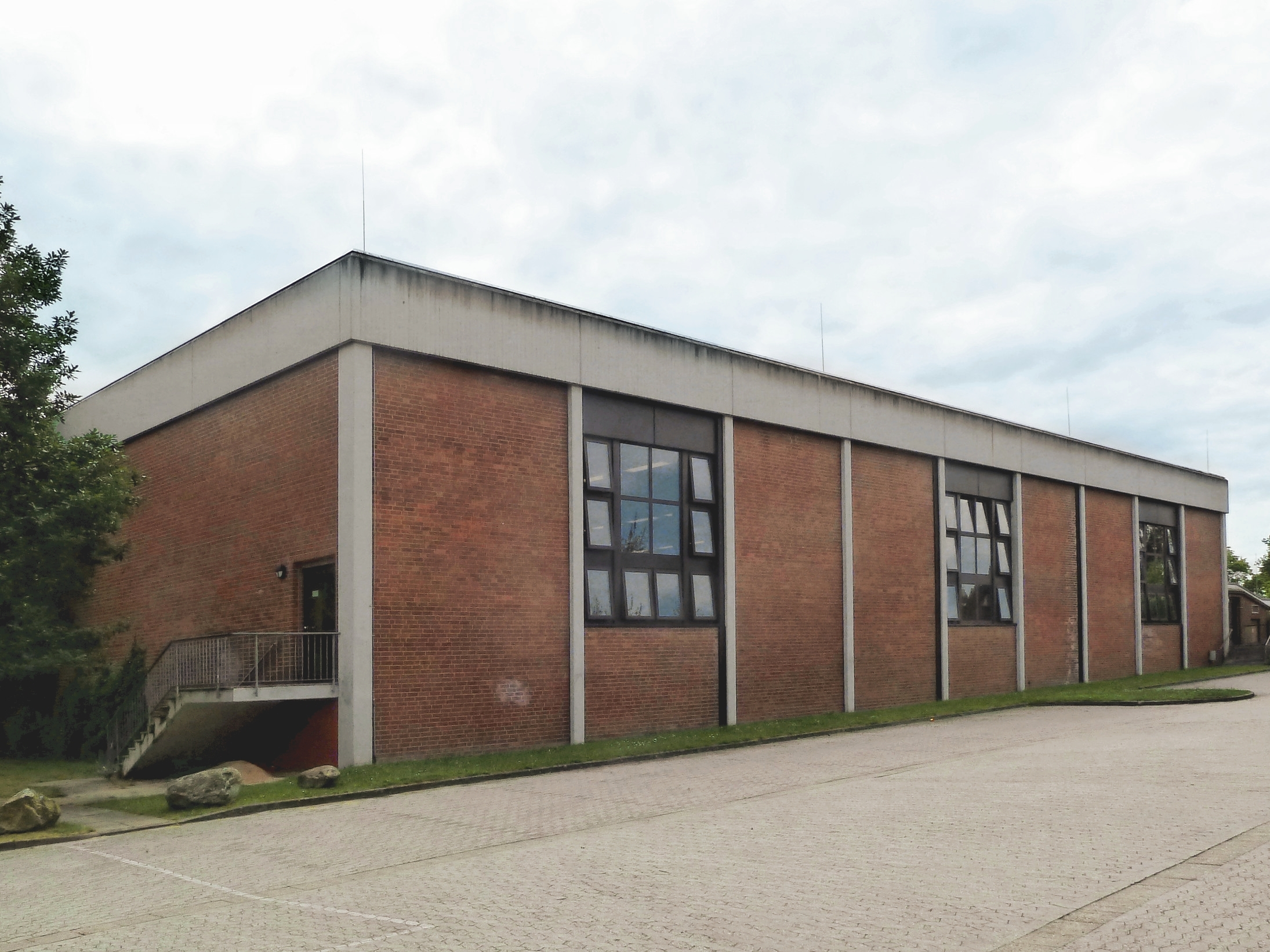
Turnhalle der Schule

## Zahlen, Daten und Organisation

### Allgemein
Das Lehrerkollegium setzt sich im Schuljahr 2011/12 zusammen aus 135 Lehrkräften und 2 Sozialpädagogen. Sie betreuen im Schuljahr 2011/12 knapp 1600 Schüler.
Seit dem Schuljahr 2004/05 gibt es von Montag bis Mittwoch ein offenes Ganztagsangebot. Seit dem Schuljahr 2012/13 ist dieses Angebot um den Donnerstag erweitert worden.
Seit dem Schuljahr 2010/11 wird in dem sogenannten Blockmodell unterrichtet, indem von der 45-Minuten-Schulstunde auf den 90-Minuten-Block (90-Minuten-Takt) gewechselt wurde. Jede Pause hat eine Dauer von 20 Minuten. Zwischen dem 3. und 4. Block gibt es eine Mittagspause.

### Schülerzahlen
Die Schülerzahl lag 1977–1978 bei etwa 1590 Schülern und sank dann ab 1979 kontinuierlich (1980: etwa 1530, 1985: etwa 1110), bis sie 1989–1990 mit etwa 820 Schülern ihren bisherigen Tiefstand erreichte. Seitdem stieg die Schülerzahl kontinuierlich wieder an (1995: etwa 1080) und liegt seit Mitte der 2000er-Jahre konstant bei etwa 1600 Schülern, obwohl die Gesamtschülerzahl der allgemeinbildenden Schulen im Heidekreis von 2006 bis 2010 um rund 5,1 % gesunken ist.

## Pädagogisches Konzept

### Allgemeines
Mitte der 1990er-Jahre nahm die Schule am Projekt „Zeitung in der Schule“ der Süddeutschen Zeitung teil. Im März 1996 konnten die Schüler sogar drei Artikel in der Süddeutschen Zeitung veröffentlichen.
Die KGS Schneverdingen beteiligte sich als eine von rund 200 Modellschulen in 15 Bundesländern an dem 2004 abgeschlossenen BLK-Programm „21“ – Bildung für eine nachhaltige Entwicklung mit einem fächerverbindenden Unterrichtsvorhaben in der Sekundarstufe II zu den Schneverdinger Stadtparkteichen.
Im Rahmen eines schulinternen Rhetorikprojekts nimmt die Schule seit 2004 regelmäßig am bundesweiten Schülerwettbewerb „Jugend debattiert“ teil.

Das SOR-SMC-Logo

### Erziehung zur Toleranz
Die KGS Schneverdingen ist Mitglied im Netzwerk Schule ohne Rassismus – Schule mit Courage (SOR-SMC). Die Patenschaft dafür wurde am 19. März 2007 von Monika Griefahn übernommen. Außerdem engagieren sich die Schule und die Schüler im Schneverdinger Bürgerbündnis bunt statt braun, das gegen Rechtsradikalismus arbeitet und dem die Schule seit der Gründung des Aktionsbündnisses im Jahr 2008 angehört. Zudem setzen sich der achte und neunte Schülerjahrgang regelmäßig während einer zweijährlich stattfindenden Projektwoche mit dem Thema Rassismus auseinander.

### JOBwärts
Seit Beginn des Schuljahrs 2011/12 findet am Hauptschulzweig das von der Schule entwickelte Projekt JOBwärts statt. Die Hauptschulabgänger – die derzeit allgemein nur sehr geringe Chancen auf einen Ausbildungsplatz haben – werden bei der Berufsfindung unterstützt und nach Möglichkeit in eine Berufsausbildung vermittelt. Projektpartner sind unter anderem die Bundesagentur für Arbeit/Agentur für Arbeit Uelzen, die Deutsche Angestellten-Akademie (DAA) am Standort Soltau und die Soltauer Außenstelle der Technischen Ausbildungsstätte Uelzen (TAS). In dem Projekt werden Schüler des 9. Jahrganges des Hauptschulzweiges einmal pro Woche fachpraktisch ausgebildet, wobei die wesentlichen Inhalte des 1. Ausbildungsjahres vermittelt werden.
Das Projekt wurde von sowohl den Schülern als auch von potentiellen Ausbildungsbetrieben positiv aufgenommen und kann bereits erhebliche Erfolge aufweisen, die so nicht erwartet wurden. Es fand viel öffentliches Interesse und über das erfolgreiche Schulprojekt der KGS Schneverdingen wurde inzwischen mehrmals in Presse, Rundfunk und Fernsehen berichtet. Das Konzept wird von der Wilhelm-Röpke-Schule in Schwarmstedt und der Fritz-Reuter-Schule in Bad Bevensen im Schuljahr 2012/13 übernommen.
Das Projekt ist einer der Preisträger 2012 des bundesweiten Wettbewerbs Ideen für die Bildungsrepublik, der im Rahmen der Initiative Deutschland – Land der Ideen zum zweiten Mal veranstaltet wurde. Am 18. Dezember 2012 überreichte Gabriela Oroz den Preis im Namen der Initiative.

### Sport
Dem Fach „Sport“ wird an der Schule viel Gewicht beigemessen; so findet unter anderem jedes Jahr ein einwöchiges Hallensportfest statt. Außerdem nimmt die Schule regelmäßig an Wettbewerben teil und erzielt dabei oft Erfolge, wie z. B. beim bundesweiten Schulsportwettbewerb Jugend trainiert für Olympia. Unter anderem nahm die Mannschaft der KGS Schneverdingen im September 1979 in Berlin an der deutschen Meisterschaft für Jugend trainiert für Olympia teil, und im Juni 1993 wurde die Mädchenmannschaft des Jahrganges 1980/81 Landessieger in der Leichtathletik bei Jugend trainiert für Olympia.
Die Schule beteiligte sich am trilateralen Projekt TriM – Hattrick für Europa des Deutsch-Polnischen Jugendwerks, bei dem anlässlich der Fußball-EM 2012 Jugendliche aus Deutschland, Polen und der Ukraine in 80 Teams mit über 560 Teilnehmern bei zahlreichen Turnieren in den drei Ländern miteinander Fußball spielten und einander begegneten. Die Schulmannschaft qualifizierte sich für die Endrunde und erreichte im Juni 2012 in Lublin in Polen den vierten Platz im TriM-Finale.
In der KGS-Halle findet jährlich der Internationale Heide-Cup, ein mit deutschen und internationalen Topklubs besetztes Handballturnier, statt.

## Auszeichnungen
2006 zeichnete das Nationalkomitee der Deutschen UNESCO-Kommission ein gemeinsames Projekt der Alfred Toepfer Akademie für Naturschutz (NNA) und der KGS Schneverdingen zum Thema „Nachhaltigkeit“ als „UN-Dekade-Projekt“ aus. Das Projekt wurde vom EU-Programm „LEADER+“ gefördert.
2009 beteiligte sich die Schülerfirma der KGS Schneverdingen, Abteilung „flora et labora“, an dem vom Bundesverband Garten-, Landschafts- und Sportplatzbau zusammen mit deren Landesverbänden bundesweit ausgeschriebenen Wettbewerb „SOS-Schulhof 2009“ und erhielt für ihr Schulhof-Umgestaltungskonzept eine Auszeichnung.
2013 erreichte die Schule niedersachsenweit den 2. Platz und 2017 niedersachsenweit den 1. Platz im Wettbewerb Starke Schule. Als Niedersachsensieger 2017 nahm die Schule nachfolgend am Bundesentscheid teil und belegte dort den 2. Platz. Daneben wurde die Schule zusätzlich mit dem Sonderpreis „Flüchtlinge willkommen heißen“ ausgezeichnet und erhielt somit als einzige Schule Deutschlands 2017 zwei Bundespreise.

## Schulleben

### Schule und Öffentlichkeit
Als einer der kulturellen und sozialen Mittelpunkte von Stadt und Region wird die KGS Schneverdingen auch regelmäßig für außerschulische Veranstaltungen genutzt, wie für Konzerte, Theateraufführungen, Autorenlesungen und Ausstellungen. So fand z. B. im April 2012 in der Schulaula ein Konzert mit der britischen Bluessängerin Connie Lush und ihrer Band The Blues Shouter statt, und der Schriftsteller Wladimir Kaminer kam im gleichen Monat zu einer Autorenlesung ins Forum der Schule. Die Volkstanzgruppe des Heimatbunds Schneverdingen e. V. veranstaltet ihren wöchentlichen Übungsabend regelmäßig in der Aula der Schule.
An der Schule besteht eine alle Schulzweige umfassende Schüler- sowie Elternvertretung. Darüber hinaus engagieren die Eltern sich auch in anderen Bereichen des Schullebens, wie z. B. in der Konfliktlotsenarbeit.
Die frühere Schulzeitung Forum, die 2- bis 3-mal pro Schuljahr erschien, wurde Anfang 2011 vom Newsletter Ranzenpost – Information für Schüler, Eltern und Lehrkräfte abgelöst, der in kürzeren Abständen herauskommt und damit einen schnellen Überblick über laufende und gelaufene Aktionen ermöglichen soll. Herausgeber ist die Schulleitung.

### Partnerschaften und Schüleraustausch
Die KGS Schneverdingen pflegt internationale Schulpartnerschaften und fördert den Schüleraustausch mit Schulen in folgenden Städten bzw. Ländern:
- Barlinek in Polen
- Budapest in Ungarn
- Eksjö in Schweden
- Mexico im Bundesstaat New York in den USA
- Frankreich: bis 2010 mit dem Collège Jeanne d’Arc Saint-Aspais in Fontainebleau, 2012 nach Fontenay-Trésigny

Am Schüleraustausch mit Frankreich können Schüler der Französischkurse im Realschul- und Gymnasialzweig des 8. Jahrgangs teilnehmen. Der Austausch mit Schneverdingens Partnerstädten Barlinek und Eksjö sowie mit Budapest richtet sich an die 9. Klassen aller Schulzweige. Am Amerika-Austausch, der seit 1983 besteht, können sich Schüler der 10. Klassen aller Schulformen beteiligen.

### Förderverein
Seit seiner Gründung 1993 besteht ein gemeinnütziger Schulförderverein, der gegenwärtig (2012) etwa 530 Mitglieder hat. Der Förderverein unterstützt schulische Vorhaben und Projekte, wie z. B. die Projektwochen, die Theatergruppe und das englische Theater, Sportfeste und die Teilnahme an Jugend trainiert für Olympia, Renovierungen von Klassenräumen, die Amerika-AG, Autorenlesungen, Ausstellungen und Museumsbesuche. Außerdem fördert er u. a. die Anschaffung von Lehr- und Lernmitteln, die Schulhofneugestaltung sowie seit 2011 vor allem Berufsförderungsprojekte für den Haupt- und Realschulzweig.

## Bekannte ehemalige Schüler
- Matthias Schloo (* 1977), Schauspieler
- Cimo Röcker (* 1994), Fußballspieler